# Севше (комуна)
Комуна Севше (швед. Sävsjö kommun) — адміністративно-територіальна одиниця місцевого самоврядування, що розташована в лені Єнчепінг у південній Швеції.
Севше 146-а за величиною території комуна Швеції. Адміністративний центр комуни — місто Севше.

## Населення
Населення становить 10 844 чоловік (станом на вересень 2012 року). 
| Кількість населення комуни Севше за 1970-2010 роки | Кількість населення комуни Севше за 1970-2010 роки | Кількість населення комуни Севше за 1970-2010 роки | Кількість населення комуни Севше за 1970-2010 роки | Кількість населення комуни Севше за 1970-2010 роки |
| -------------------------------------------------- | -------------------------------------------------- | -------------------------------------------------- | -------------------------------------------------- | -------------------------------------------------- |
| Рік                                                |                                                    |                                                    | Населення                                          |                                                    |
| 1970                                               | 1970                                               |                                                    | 11 471                                             | 11 471                                             |
| 1975                                               | 1975                                               |                                                    | 11 590                                             | 11 590                                             |
| 1980                                               | 1980                                               |                                                    | 11 838                                             | 11 838                                             |
| 1985                                               | 1985                                               |                                                    | 11 588                                             | 11 588                                             |
| 1990                                               | 1990                                               |                                                    | 12 086                                             | 12 086                                             |
| 1995                                               | 1995                                               |                                                    | 11 900                                             | 11 900                                             |
| 2000                                               | 2000                                               |                                                    | 11 049                                             | 11 049                                             |
| 2005                                               | 2005                                               |                                                    | 10 989                                             | 10 989                                             |
| 2010                                               | 2010                                               |                                                    | 10 830                                             | 10 830                                             |
| Джерело: SCB                                       |                                                    |                                                    |                                                    |                                                    |

## Населені пункти
Комуні підпорядковано 4 міські поселення (tätort) та низка сільських, більші з яких:
- Севше (Sävsjö)
- Вріґстад (Vrigstad)
- Стокарид (Stockaryd)
- Рервік (Rörvik)
- Кумстад (Komstad)
- Брінґетофта (Bringetofta)

## Галерея

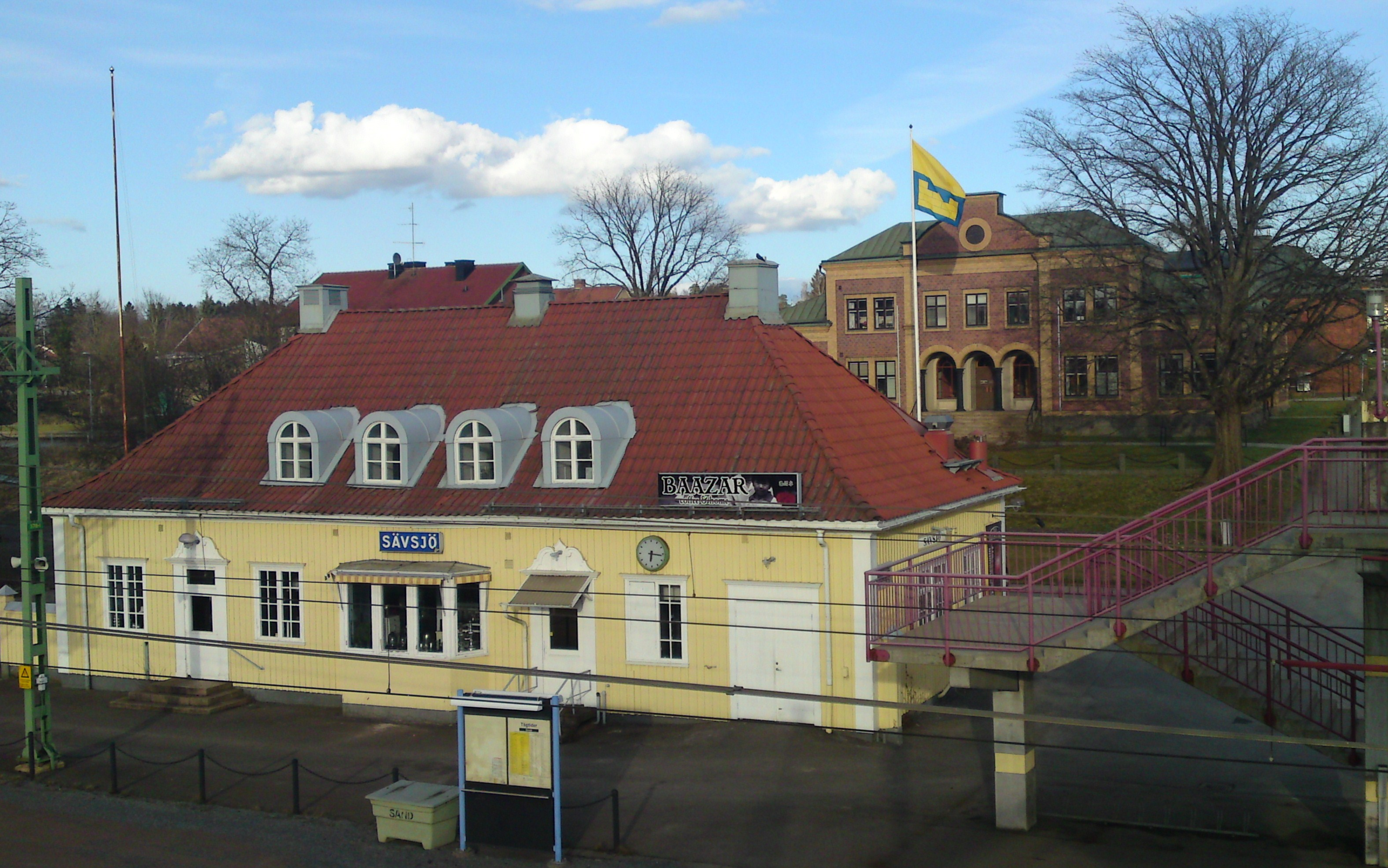
Севше
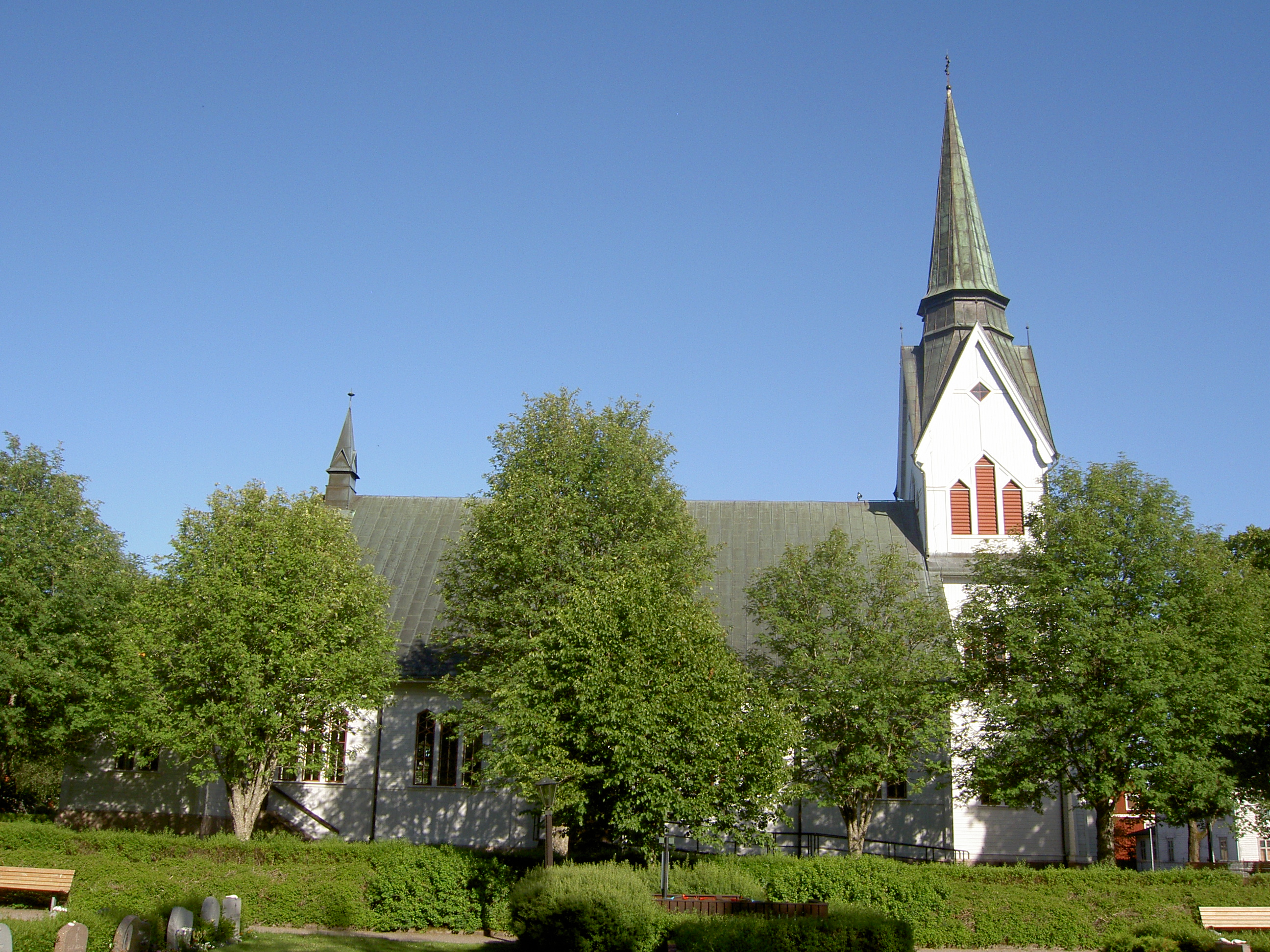
Церква (Стокарид)
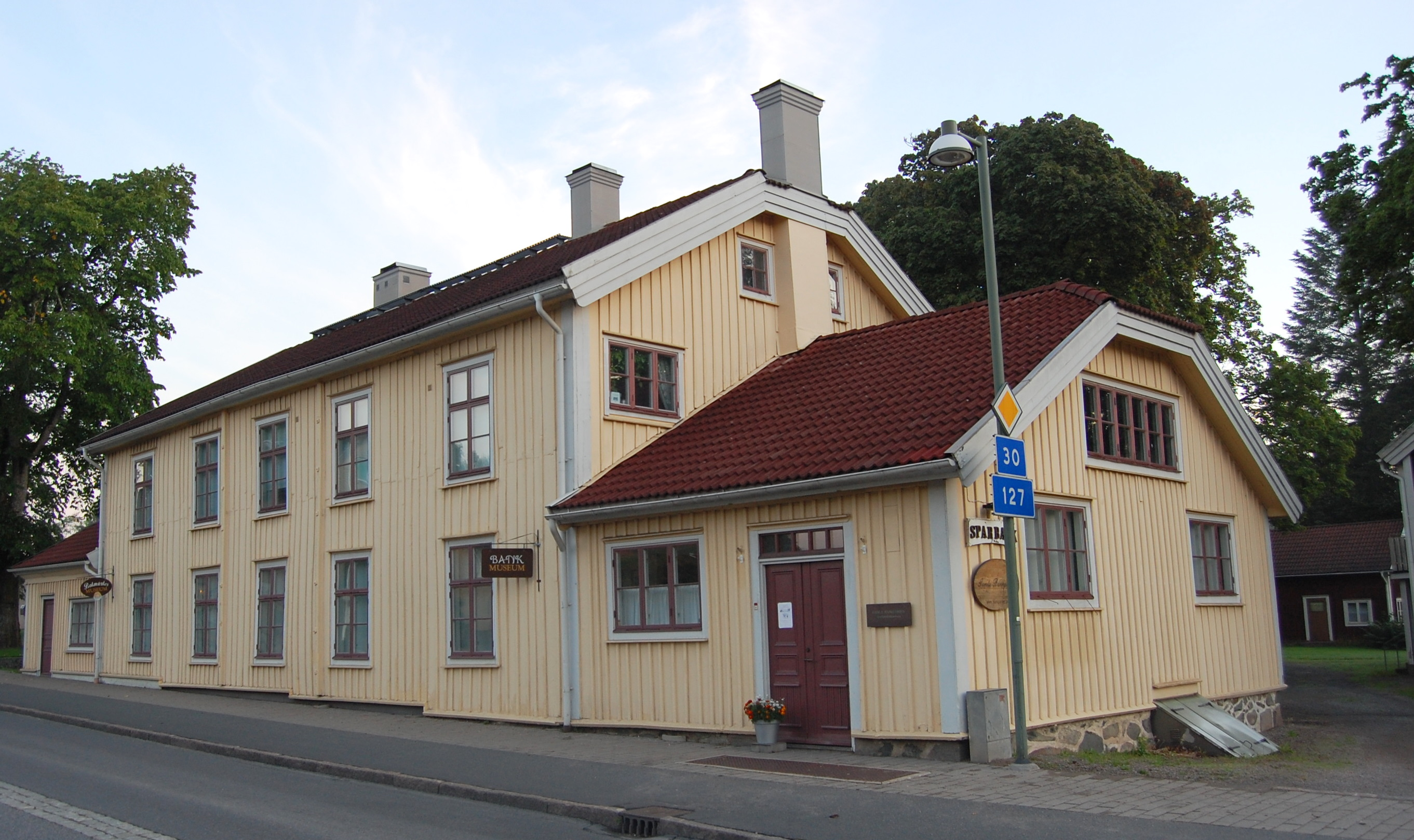
Містечко Вріґстад
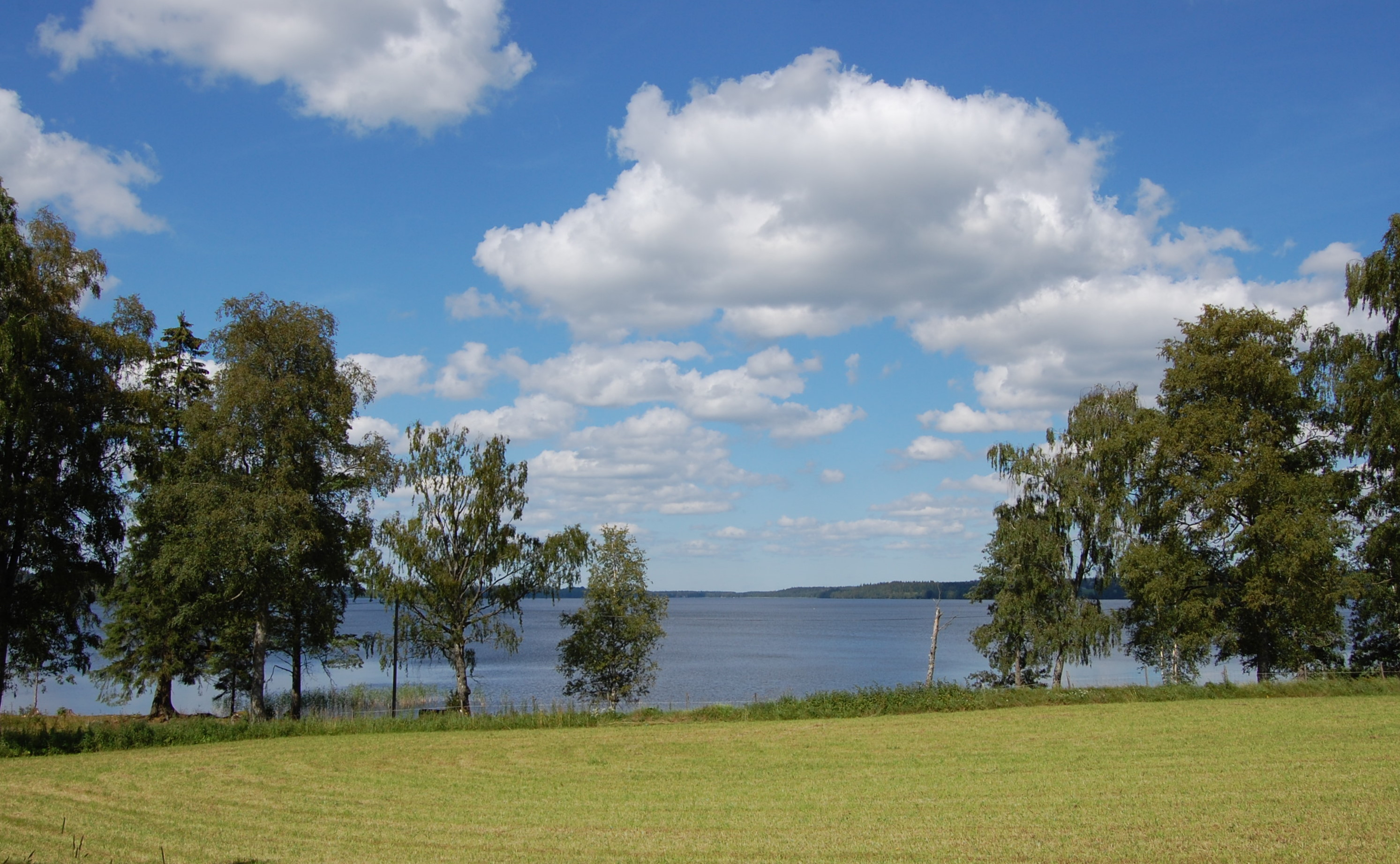
Озеро Валльшен

## Виноски
1. ↑  Andersson P. Sveriges kommunindelning 1863-1993 — Mjölby: Draking, 1993. — 132 с. — ISBN 978-91-87784-05-7
2. ↑  Folkmangd i riket, lan och kommuner (шв.) . Центральне бюро статистики Швеції. Архів оригіналу за 20 серпня 2013. Процитовано 22 лютого 2013.